# 鳥取刑務所
鳥取刑務所（とっとりけいむしょ）は、法務省矯正局の広島矯正管区に属する刑務所。
下部機関である支所はない。（従来、下部機関として米子拘置支所を設置していたが、2009年（平成21年）4月から松江刑務所の下部機関に移行した。）

## 所在地
- 鳥取県鳥取市下味野719

JR西日本 山陰本線・因美線 鳥取駅から日ノ丸バスで「美穂公民館前」下車徒歩約5分

## 収容分類級
- B級[1]

## 収容定員
- 705人

## 組織
所長の下に2部1課を持つ2部制である。
- 総務部（庶務課、会計課、用度課）
- 処遇部（処遇担当、企画担当）
- 医務課

## 難事など
同刑務所に収容されている男性被告人の一人を担当する弁護士が2015年11月に、鳥取地方裁判所倉吉支部の裁判官から当該の被告人との接見を認められたにもかかわらず、同刑務所の刑務官は、裁判所の部屋の中に仕切が存在しないことを理由に、被告人が逃走する可能性や、弁護士から物品を授受する可能性があるなどとして、接見を拒否した。弁護士側は、接見交通権を侵害されたとして、法務省に対し損害賠償を求める訴訟を同地裁に提起した。